# گرتا گرویگ
گرتا سِلِست گِرویگ (انگلیسی: Greta Celeste Gerwig؛ زادهٔ ۴ اوت ۱۹۸۳) بازیگر، نویسنده و کارگردان آمریکایی است. در سال ۲۰۱۸ نام او در فهرست سالانهٔ مجلهٔ تایم از تاثیرگذارترین افراد جهان قرار گرفت. او فعالیت حرفه‌ای خود را در سال ۲۰۰۶ آغاز کرد و در دههٔ ۲۰۱۰ در چند فیلم با شریک زندگی‌اش نوآ بامباک همکاری کرد. او برای بازی در فرانسیس‌ها (۲۰۱۲) نامزد دریافت جایزهٔ گلدن گلوب بهترین بازیگر زن شد.
گرویگ دو فیلم لیدی برد (۲۰۱۷) و زنان کوچک (۲۰۱۹) در ژانر درام و دورهٔ بلوغ را کارگردانی کرده است. او برای هر دو فیلم نامزد دریافت جایزهٔ اسکار بهترین فیلم شد. همچنین برای لیدی برد نامزد دریافت جایزهٔ اسکار بهترین کارگردانی و بهترین فیلم‌نامه غیراقتباسی و برای زنان کوچک نامزد دریافت جایزهٔ اسکار بهترین فیلم‌نامه اقتباسی شد.

## زندگی شخصی
گرویگ با شریک زندگی‌اش، فیلم‌ساز نوآ بامباک، از اواخر سال ۲۰۱۱ در منهتن زندگی می‌کند. در مارس ۲۰۱۹، اعلام شد که گرویگ نخستین فرزند خود، یک پسر، را به دنیا آورده است. فرزند دوم آن‌ها، یک پسر، در فوریهٔ ۲۰۲۳ به دنیا آمد.
گرویگ به اختلال کمبود توجه بیش‌فعالی تشخیص داده شده است.

## فیلم‌شناسی

### به‌عنوان فیلم‌ساز
| سال  | عنوان                   | کارگردان | نویسنده | تهیه‌کننده | توضیحات                               |
| ---- | ----------------------- | -------- | ------- | --------- | ------------------------------------- |
| ۲۰۰۷ | Hannah Takes the Stairs | نه       | آری     | نه        | نویسندگی با جو سوانبرگ و Kent Osborne |
| ۲۰۰۸ | Nights and Weekends     | آری      | آری     | آری       | نویسندگی با جو سوانبرگ                |
| ۲۰۱۰ | Northern Comfort        | نه       | آری     | نه        | نویسندگی با دیگران                    |
| ۲۰۱۲ | فرانسیس‌ها               | نه       | آری     | نه        | نویسندگی با نوآ بامباک                |
| ۲۰۱۵ | دلبر آمریکا             | نه       | آری     | آری       | نویسندگی با نوآ بامباک                |
| ۲۰۱۷ | لیدی برد                | آری      | آری     | نه        |                                       |
| ۲۰۱۹ | زنان کوچک               | آری      | آری     | نه        |                                       |
| ۲۰۲۳ | باربی                   | آری      | آری     | نه        | نویسندگی با نوآ بامباک                |
| TBA  | سفیدبرفی                | نه       | آری     | نه        | نویسندگی با ارین کرسیدا ویلسون        |

### به‌عنوان بازیگر
| سال  | عنوان                                    |
| ---- | ---------------------------------------- |
| ۲۰۰۶ | LOL                                      |
| ۲۰۰۷ | Hannah Takes the Stairs                  |
| ۲۰۰۸ | Baghead                                  |
| ۲۰۰۸ | Yeast                                    |
| ۲۰۰۸ | Nights and Weekends                      |
| ۲۰۰۸ | Quick Feet, Soft Hands                   |
| ۲۰۰۸ | I Thought You Finally Completely Lost It |
| ۲۰۰۹ | You Wont Miss Me                         |
| ۲۰۰۹ | The House of the Devil                   |
| ۲۰۱۰ | گرین‌برگ                                  |
| ۲۰۱۰ | Art House                                |
| ۲۰۱۰ | Northern Comfort                         |
| ۲۰۱۰ | The Dish & the Spoon                     |
| ۲۰۱۱ | بدون تعهد                                |
| ۲۰۱۱ | Damsels in Distress                      |
| ۲۰۱۱ | آرتور                                    |
| ۲۰۱۲ | لولا در مقابل                            |
| ۲۰۱۲ | تقدیم به رم با عشق                       |
| ۲۰۱۲ | فرانسیس‌ها                                |
| ۲۰۱۴ | بهشت                                     |
| ۲۰۱۴ | تحقیر                                    |
| ۲۰۱۵ | دلبر آمریکا                              |
| ۲۰۱۵ | طرح مگی                                  |
| ۲۰۱۶ | سگ-سوسیسی                                |
| ۲۰۱۶ | ژکی                                      |
| ۲۰۱۶ | زنان قرن بیستم                           |
| ۲۰۱۷ | داستان‌های مایروویتز                      |
| ۲۰۱۸ | جزیره سگ‌ها                               |
| ۲۰۲۲ | نویز سفید                                |